# Beulenkopfmaulbrüter
Der Beulenkopfmaulbrüter (Cyrtocara moorii, Syn.: Haplochromis moorii), auch Malawi-Buckelkopf genannt, ist eine endemische Buntbarschart aus dem ostafrikanischen Malawi- und Malombesee.

## Merkmale
Beulenkopfmaulbrüter werden 20 cm lang, Weibchen bleiben etwas kleiner. Ihr Körper ist relativ hochrückig und seitlich stark abgeflacht. Geschlechtsreife Tiere sind leuchtend blau gefärbt, Jungfische silbrig bis blaugrau mit mehreren Binden und dunklen Flecken auf den Körperseiten. Im Alter entwickeln beide Geschlechter einen Stirnbuckel, der in Ausnahmefällen bis über die Maulspitze herausragen kann. Männchen sind oft größer und heller gefärbt. 
- Flossenformel: Dorsale XV–XVI/11, Anale III–IV/8–9.
- Schuppenformel mLR 33–36, SL 21–25/15–16.

## Lebensweise
Beulenkopfmaulbrüter leben über Sandflächen in relativ flachem Wasser in einer Tiefe von 3 bis 15 Metern. Sie sind revierbildend, die Männchen polygam. Ein Weibchen legt 20 bis 90 Eier, die anschließend vom Weibchen ins Maul genommen werden (Maulbrüter, Mutterfamilie). Die Jungfische schlüpfen nach 21 bis 23 Tagen.
Beulenkopfmaulbrüter verfolgen oft stark wühlende Buntbarscharten und schnappen dabei aufgewirbelte Kleinkrebse oder anderen fressbare Organismen auf.